# Viry-Châtillon
Viry-Châtillon ist eine Stadt in Frankreich, 20 Kilometer südlich von Paris im Département Essonne gelegen.
Die Gemeinde gehört zum Arrondissement Évry und hat 31.112 Einwohner (Stand 1. Januar 2022). Sie liegt an der Seine, hier mündet auch ein Nebenarm des Flusses Orge in die Seine.
In Viry-Châtillon wurde am 1. April 1909 der erste Flugplatz Frankreichs eröffnet. 

## Gemeindepartnerschaften
Partnerstädte sind Erftstadt in Deutschland und Wokingham in England.

## Persönlichkeiten
- Jacques Jouet (* 1947), Schriftsteller, Essayist, Performer und bildender Künstler
- Serge Lehman (* 1964), Schriftsteller, Comicautor und Kritiker
- Houda Benyamina (* 1980), Filmregisseurin und Drehbuchautorin
- Oulaya Amamra (* 1996), Schauspielerin